# Westafrikanische Sandrasselotter
Die Westafrikanische Sandrasselotter (Echis ocellatus), auch Westafrikanische Augenfleck-Sandrasselotter, ist eine kleine Art der Vipern (Viperidae), die ausschließlich in Westafrika vorkommt. Wie andere Echis-Arten auch ist sie aufgrund ihrer Lebensweise und Habitatwahl in der Nähe menschlicher Behausungen sowie ihres sehr starken Giftes eine für den Menschen sehr gefährliche Giftschlange, die für mehr Tote als alle anderen afrikanischen Giftschlangen zusammengenommen verantwortlich ist.

## Beschreibung
Echis ocellatus

Link zum Bild

Die maximale Körperlänge beträgt etwa 65 Zentimeter, im Durchschnitt sind die Tiere 30 bis 50 Zentimeter lang. Die Grundfarbe der Beschuppung ist strohgelb oder manchmal rötlich. Entlang der Körperlängsachse verlaufen dorsal kreisförmige Flecken, weshalb die Art auch Westafrikanische Augenfleck-Sandrasselotter genannt wird. Auch auf dem Kopf finden sich in der Regel median zwei helle, dunkel gerandete Flecken. Dabei ist der vordere Fleck etwa halb so groß wie der hintere und die nachfolgenden Flecken am Nacken. Die Anzahl der Ventralia (Bauchschuppen) liegt zwischen 134 und 152 bei den Männchen und zwischen 140 und 157 bei den Weibchen. Sie sind mit dunklen Punkten gezeichnet. Morphologisch ähnelt die Art der Jogers Sandrasselotter (Echis jogeri).
| Merkmal     | Männchen            | Weibchen            |
| ----------- | ------------------- | ------------------- |
| Ventralia   | 134 – 152 (ø 140,9) | 140 – 157 (ø 148,2) |
| Subcaudalia | 23 – 30 (ø 26,3)    | 18 – 23 (ø 20,5)    |

## Lebensweise
Die Vipern sind nachtaktiv und ruhen sich tagsüber versteckt unter Steinen und Vegetationsresten aus.
Geschlechtsreife Weibchen legen, üblicherweise am Ende der Trockenzeit zwischen Februar und März, zwischen 6 und 20 Eier ab. Die daraus schlüpfenden Jungtiere sind 10 bis 12 Zentimeter lang.

## Verbreitungsgebiet
Die Art wird in Westafrika angetroffen, von Mauretanien, dem südöstlichen Senegal und Guinea über Süd-Mali, der Elfenbeinküste, Burkina Faso, Ghana bis nach Togo, Benin der südwestlichen Republik Niger und Nigeria. Zudem gibt es Vorkommen im nördlichen Kamerun und dem südwestlichen Tschad. Lokal kommt sie oft sehr häufig vor, wie beispielsweise im Südosten Senegals, wo sie eine der am häufigsten anzutreffenden Arten ist.
Die Typlokalität ist als „Obervolta, Garango, 048 N, 033 W“ (heute in Burkina Faso) beschrieben worden.
Weiterhin gibt es Berichte über Funde einzelner Exemplare in der Gegend von Bangui (Zentralafrikanische Republik) und dem zentralen Sudan. Selten taucht die Art nördlich des 15. Breitengrades auf, ab dort ist die Weißbauch-Sandrasselotter (E. leucogaster) weiter verbreitet. Über das Trockengebiet Dahomey Gap erreicht das Verbreitungsgebiet von E. ocellatus die Küste.

## Gift
Es steht ein Gegengift (Echitab-plus-ICP) zur Anwendung bei Bissunfällen, hergestellt von einer costa-ricanischen Firma, zur Verfügung. Die Westafrikanische Sandrasselotter ist in Afrika vermutlich für mehr Todesfälle verantwortlich als alle anderen Schlangenarten zusammen. Menschen werden von ihr häufig tagsüber beim Anheben von Steinen oder Gestrüpp gebissen, wenn sich darunter versteckt eine der Vipern befindet.

## Taxonomie
Die Art wurde 1970 von Othmar Stemmler erstbeschrieben. Der Artenname ocellatus bezieht sich auf die auffällige Reihe an „Augenflecken“, den sogenannten Ocelli, die entlang der Körperlängsachse verlaufen.
Folgende taxonomische Synonyme existieren:
- Echis carinatus ocellatus Stemmler, 1970
- Echis ocellatus Hughes, 1976
- Echis [(Toxicoa)] ocellatus Cherlin, 1990[8]

Es sind keine Unterarten anerkannt.